# Volta a Estremadura (feminina)
A Volta a Estremadura Feminina (oficialmente: Volta Ciclista a Extremadura Feminina) é uma corrida de ciclismo feminina por etapas espanhola que percorre a comunidade de Estremadura.
A primeira edição foi no ano 2023 em categoria UCI de 10 a 12 de março contando com 3 etapas e 220 quilómetros. Participaram 140 corredoras pertencente a 20 equipas diferentes, dos quais 17 eram de categoria Continental e 3 de categoria World Tour.
Em 12 de março Megan Armitage da equipa Arkéa Women consagrou-se como a primeira ciclista a ganhar esta competição.

## Palmarés
| Ano  | Vencedora      | Segunda     | Terceira     |
| ---- | -------------- | ----------- | ------------ |
| 2023 | Megan Armitage | Clara Emond | Maaike Coljé |

## Palmarés por países
| País    | Vitórias |
| ------- | -------- |
| Irlanda | 1        |